# Trelleborgs tingsrätt
Trelleborgs tingsrätt var en tingsrätt i Skåne län, före 1997 i Malmöhus län. Namnet var till 1974 Oxie och Skytts tingsrätt.  Trelleborgs tingsrätts domsaga omfattade Trelleborgs kommun, Vellinge kommun och Svedala kommun. Tingsrätten och domsagan ingick i domkretsen för Hovrätten över Skåne och Blekinge. Tingsrätten var placerad i Trelleborg. Tingsrätten och domsagan uppgick 2005 i Ystads tingsrätt och domsaga med en del, Vellinge kommun, som uppgick i Malmö domsaga.

## Administrativ historik
Vid Tingsrättsreformen 1971 ombildades häradsrätten för Oxie och Skytts häraders tingslag till denna tingsrätt, före 1974 med namnet Oxie och Skytts tingsrätt. Domsagan bildades ur delar av Oxie och Skytts häraders tingslag. Från 1971 ingick i domsagan områdena för Trelleborgs kommun, Vellinge kommun och Svedala kommun. Dessutom Skanör med Falsterbo kommun, Rängs kommun och Månstorps kommun som 1974 uppgick i Vellinge och Svedala kommuner. 1977 tillfördes från Malmö tingsrätt området för Bara kommun när det området fördes till Svedala kommun. Tingsrätten uppgick 12 december 2005 i Ystads tingsrätt. Domsagan uppgick huvudsakligen i Ystads domsaga medan Vellinge kommun uppgick i Malmö domsaga.

## Lagmän
- 1971-1987 Karl-Gustav Lindelöw
- 1987-2003: Björn Svartbeck
- 2004-2005: Rune Johansson